# Пайор, Корнель
Корнель Пайор (венг. Kornél Pajor; 1 июля 1923, Будапешт, Венгрия — 18 мая 2016, Стокгольм, Швеция) — венгерский и шведский конькобежец, победитель чемпионата мира по конькобежному спорту в классическом многоборье в Осло (1949).

## Спортивная карьера
На начало карьеры конькобежца повлияла Вторая мировая война, когда спортивные соревнования практически не проводились. В 1943 г. он выиграл один из немногочисленных турниров того времени в австрийском Клагенфурте.
На первых послевоенных зимних Олимпийских играх в Сент-Морице (1948) на дистанции 10000 м занял четвертое место. В 1949 г. стал четырехкратным чемпионом Венгрии, выиграл бронзу в классическом многоборье на чемпионате Европы в Давосе, установил новый мировой рекорд на дистанциях 5000 м (8:13.5) и 10000 м (16: 58,7). Две недели спустя победил на чемпионате мира по классическому многоборью в Осло. На протяжении нескольких десятилетий оставался единственным венгром, который выиграл этот титул.
По завершении мирового первенства не вернулся из Осло, отказавшись от гражданства Венгрии. Международный союз конькобежцев (ISU) позволил ему участвовать в соревнованиях в качестве «независимого атлета», представляющего эту спортивную организацию. На первенстве мира по классическому многоборью в шведском Эстерсунде (1952) выиграл бронзу, выступая за Швецию. Однако к зимним Олимпийским играм в Хельсинки (1952) вследствие смены гражданства допущен не был, поскольку был натурализован после начала Игр.
В 1954 г. завершил спортивную карьеру.
В Швеции он работал архитектором и имел собственную архитекторскую фирму в Юрсхольме.